# James Franco
James Edward Franco (Palo Alto, 19 aprile 1978) è un attore, regista e sceneggiatore statunitense.
Nei primi anni della sua carriera ha legato il proprio nome al personaggio di Harry Osborn, interpretato nella trilogia originale di Spider-Man diretta da Sam Raimi. In seguito ha ottenuto una candidatura ai Golden Globe, BAFTA, SAG Awards e per l'Oscar al miglior attore per la sua interpretazione di Aron Ralston in 127 ore (2010). Nel 2013, ha ricevuto la stella sulla Hollywood Walk of Fame.
Ha ottenuto quattro candidature e due vittorie ai Golden Globe, ricevendolo nel 2001 per la sua interpretazione di James Dean nel film televisivo James Dean - La storia vera e nel 2018 come miglior attore in un film commedia o musicale per l'interpretazione del regista Tommy Wiseau in The Disaster Artist.

## Biografia

### Gioventù e famiglia
Nasce a Palo Alto, in California, figlio di Eugene Franco, direttore di una organizzazione no profit e di una compagnia di portacontainer, e di Betsy Lou (nata Verne), una poetessa, autrice ed editrice. Il padre è di origini portoghesi mentre la madre è ebrea e discende da immigrati polacchi e ucraini, infatti il suo cognome è stato cambiato da Verovitz a Verne. I due si incontrarono alla Stanford University. Il nonno paterno, Daniel Franco jr., era figlio di immigrati portoghesi, Daniel de Mendonça Franco e Eugénia de Freitas Baptista. La nonna paterna, Marjorie Peterson Franco, era una scrittrice di libri per ragazzi e la nonna materna, Mitzie Levine Verne, è proprietaria della celebre galleria d'arte Verne Art Gallery a Cleveland ed era membro attivo del National Council of Jewish Women.
Franco cresce in California con i due fratelli minori, Tom e Dave, attore anche quest'ultimo. Si diploma alla Palo Alto High School nel 1996, dove inizia a recitare negli spettacoli scolastici e si iscrive alla Università della California, Los Angeles, per laurearsi in Inglese; abbandona però presto gli studi per concentrarsi sulla sua carriera d'attore prendendo lezioni con Robert Carnegie al Playhouse West, e lavorando in tarda serata da McDonald's.

### Primi anni
Dopo 15 mesi di preparazione, inizia a presentarsi ad alcune audizioni a Los Angeles e ottiene il suo primo ruolo importante nel 1999 entrando nel cast di Freaks and Geeks come protagonista, esperienza che l'attore descrive come "una delle più divertenti". Debutta sul grande schermo nella commedia romantica Costi quel che costi a fianco di Marla Sokoloff.
Nel 2001 interpreta James Dean nel film biografico per la televisione diretto da Mark Rydell. Per entrare meglio nel personaggio, Franco è diventato fumatore, ha imparato ad andare in motocicletta e a suonare la chitarra ed il bongo. Inoltre, ha passato del tempo con parenti di Dean e ha letto alcuni libri, oltre ad aver analizzato i suoi film. Per questa sua interpretazione ha vinto un Golden Globe e ha ottenuto una nomination per un Emmy Award e un Screen Actors Guild Award.

### Il successo conSpider-Man

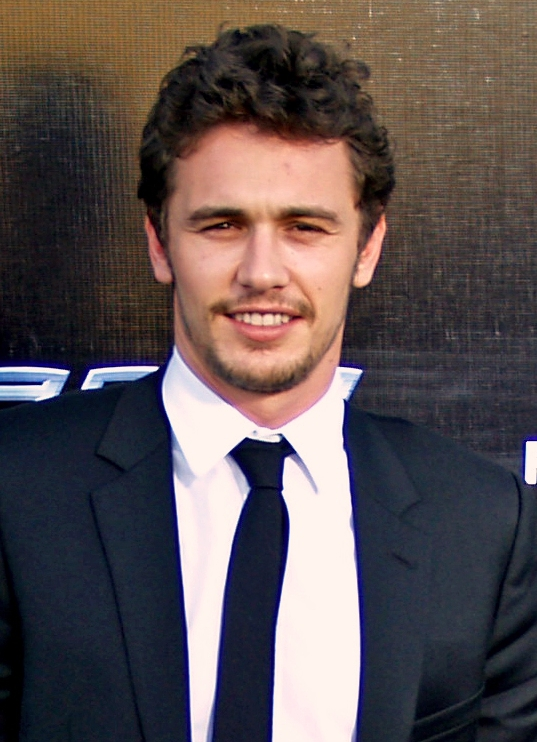
James Franco all'anteprima di Spider-Man 3 nel 2007

Nel 2002 entra nel cast di Spider-Man e recita nei panni di Harry Osborn, figlio del supercriminale Green Goblin interpretato da Willem Dafoe e migliore amico del protagonista interpretato da Tobey Maguire. In origine, Franco avrebbe dovuto interpretare Spider-Man/Peter Parker, ma il ruolo andò successivamente al collega. Il film ha un buon successo commerciale e guadagna 822 milioni di dollari in tutto il mondo. Nello stesso anno interpreta un senzatetto tossicodipendente nel film drammatico Colpevole d'omicidio a fianco di Robert De Niro. L'anno successivo recita insieme a Neve Campbell nel film di Robert Altman The Company.
Il successo del primo film di Spider-Man gli permette di recitare nel sequel Spider-Man 2 nel 2004. Il film viene apprezzato dai critici e si dimostra essere un grande successo finanziario con un incasso di 783 milioni di dollari in tutto il mondo. Nel 2005, appare nel film bellico The Great Raid - Un pugno di eroi interpretando Robert Prince.
Nel 2006, recita insieme a Tyrese Gibson in Annapolis e nello stesso anno interpreta il leggendario eroe Tristano in Tristano & Isotta a fianco di Sophia Myles. Per prepararsi a girare questi due film, si allena per otto mesi praticando boxe ed imparando ad andare a cavallo e a combattere con la spada. Completa anche la preparazione per la sua licenza di pilota privato per un ruolo in Giovani aquile che viene distribuito nel 2006. Nello stesso anno, appare nel remake dell'horror Il prescelto con Nicolas Cage e in un piccolo cameo in L'amore non va in vacanza.
Nel 2006, si iscrive nuovamente alla Università della California, Los Angeles, per completare il suo percorso di studi e, studiando e recitando nello stesso momento, consegue la laurea nel 2008. Simultaneamente si trasferisce a New York per frequentare i corsi di scrittura della Columbia University, quello di regia alla New York University's Tisch School of the Arts e quello di scrittura creativa al Brooklyn College. Nel 2007, ritorna nei panni di Harry Osborn in Spider-Man 3, film che pur non essendo acclamato dalla critica come i precedenti, incassa 891 milioni di dollari in tutto il mondo. Nello stesso anno appare in un cameo nella commedia di Judd Apatow Molto incinta.

### Dal 2008 alla nomination agli Oscar

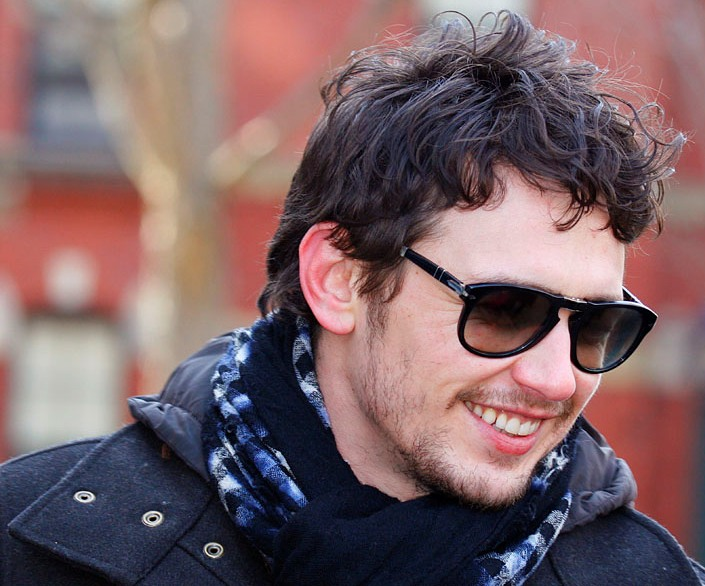
James Franco alla cerimonia di consegna del suo Hasty Pudding Theatricals 2009 come "attore dell'anno"

Nel 2008, recita in Strafumati, una commedia di Judd Apatow, nei panni di uno spacciatore e questa sua interpretazione lo candida per la seconda volta ad un Golden Globe come miglior attore in un film commedia o musicale. La rivista High Times lo premia, anche, come "Drogato dell'anno", sempre per la sua performance.
 Nello stesso anno, appare in due film dell'artista americano Carter, in mostra alla galleria Yvon Lambert di Parigi e presenta, due volte, il celebre show americano Saturday Night Live. Sempre nel 2008, recita nel pluripremiato film di Gus Van Sant Milk insieme a Sean Penn, Josh Brolin e Emile Hirsch ed interpreta Scott Smith, il compagno di Harvey Milk. Kenneth Turan del Los Angeles Times, scrive: "Franco è una buona combinazione per lui [Penn] nei panni dell'amante che ne ha abbastanza della vita politica". Per questa sua interpretazione vince un Independent Spirit Award nella categoria miglior attore non protagonista.
Più avanti, nel 2009, entra nel cast della soap opera General Hospital come personaggio ricorrente, esperienza che lo stesso Franco definisce performance art. Nel 2011, torna nel cast della soap per altri due episodi. Appare, poi, come guest-star nella sitcom 30 Rock e interpreta sé stesso intento in una finta relazione con Jenna Maroney, interpretata da Jane Krakowski, schema prestabilito da entrambi gli agenti degli attori. Dopo aver recitato nei successi commerciali Notte folle a Manhattan e Mangia prega ama, interpreta il poeta Allen Ginsberg nel film Urlo.
Il suo progetto successivo è il film 127 ore di Danny Boyle, nei panni dello scalatore Aron Ralston. 127 ore si focalizza sul tentativo di Ralston di liberare il proprio braccio rimasto incastrato sotto un masso durante un'escursione solitaria nello Utah. Durante le 5 settimane di riprese, non ha mai lasciato il set, se non per studiare i suoi testi universitari. Il film ottiene un grande successo, sia critico che commerciale, e gli fa ottenere una candidatura come migliore attore alla 83ª edizione dei premi Oscar, spettacolo presentato da lui e Anne Hathaway. Nel 2010 riceve inoltre il "Master of Fine Arts" alla Columbia University e frequenta il dottorato in inglese alla Yale University.

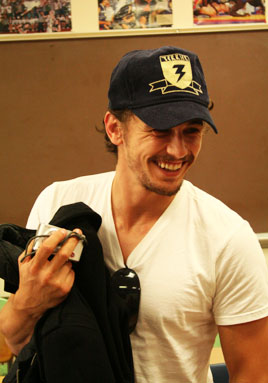
James alla Palo Alto High School.

### Dal 2011
Il 23 febbraio 2011, appare in un cameo nello show della NBC Minute to Win It nel quale il vero Aron Ralston partecipava come concorrente a scopo benefico. Dopo un altro cameo non accreditato nella scena d'apertura di The Green Hornet, recita a fianco di Natalie Portman e Danny McBride nella commedia fantasy Sua Maestà, dove interpreta Fabious, un principe che collabora con il fratello per salvare la promessa sposa. Nel 2011 è il dottor Will Rodman, protagonista del film di Rupert Wyatt L'alba del pianeta delle scimmie, reboot della saga de Il pianeta delle scimmie.
Nell'agosto 2012 è reso noto che James Franco è impegnato nel portare alla luce un progetto di art house cinema, ovvero cinema artistico, indipendente e sperimentale che consiste nel remake del film drammatico Cruising del 1980 diretto da William Friedkin con protagonista Al Pacino. Il film, discusso ed in parte censurato, tratta il tema della criminalità e mostra scene di sesso omosessuale in maniera esplicita. James Franco vorrebbe quindi realizzare due remake del film: uno in forma di Video installazione e uno in forma di lungometraggio. A fine 2012 interpreta il criminale Alien in Spring Breakers - Una vacanza da sballo.

### Il 2013
Il 2013 segna un grande periodo di attività per Franco. Il primo film che esce nelle sale che vede protagonista Franco è Il grande e potente Oz, un prequel della Disney del film Il mago di Oz. Le riprese incominciano nel luglio del 2011, e il film viene distribuito l'otto marzo del 2013. A dirigere la pellicola è Sam Raimi, regista della serie di Spider-man che segna così la quarta collaborazione tra i due.
Successivamente recita nella pellicola demenziale Facciamola finita diretta da Evan Goldberg e Seth Rogen. Nel cast oltre a Franco e Rogen sono presenti anche Jonah Hill, Jay Baruchel, Danny McBride e Craig Robinson. Alla 70ª Mostra internazionale d'arte cinematografica di Venezia presenta in concorso il suo primo lungometraggio da regista Child of God, tratto da un libro di Cormac McCarthy ed interpretato da Scott Haze. Lo stesso anno Franco si lancia nella stesura e regia di As I Lay Dying, rifacimento del capolavoro letterario dello scrittore statunitense William Faulkner. Successivamente recita, insieme a Liam Neeson, Adrien Brody e Mila Kunis in Third Person, in cui interpreta l'artista Rick.

### Il 2014
Nonostante lo scarso successo di critica ricevuto per As I Lay Dying, Franco decide di dedicarsi alla regia di The Sound and the Fury, ispirato all'omonimo romanzo di Faulkner; annuncia inoltre al The Guardian di voler adattare e girare altri due film tratti dal corpo d'opera dell'autore americano: Il Borgo, romanzo indipendente, e L'orso, episodio tratto dalla raccolta Scendi, Mosè. Partecipa anche al film Good People.

### Altri lavori

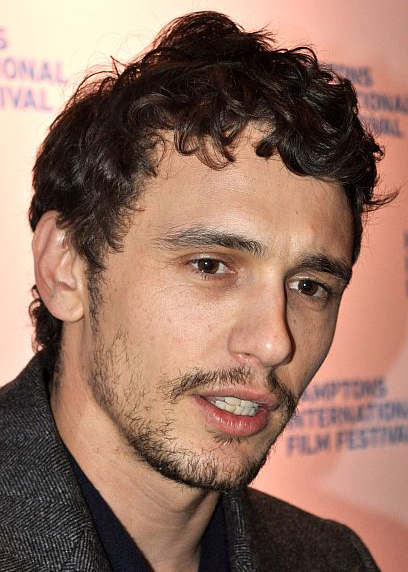
James Franco nel 2010

Franco ha prodotto e diretto un documentario intitolato Saturday Night che descrive la settimana di produzione precedente ad un episodio del Saturday Night Live; il film era stato concepito come un cortometraggio per una lezione della New York University, ma dopo essere stato due volte ospite nello stesso show, si è trasformato in un vero e proprio documentario. Inoltre, un altro dei suoi cortometraggi The Clerk's Tale, è stato proiettato in una competizione al Hamptons Film Festival alla fine del 2010.
Il 19 ottobre del 2010, la casa editrice Scribner ha pubblicato una sua raccolta di racconti chiamata Palo Alto: Stories by Franco. Il volume, il cui titolo si riferisce alla città in cui l'attore è cresciuto, racconta le esperienze di una serie di adolescenti nella città di Palo Alto ed ogni episodio è raccontato da un diverso narratore.
Nel gennaio 2011, ha realizzato un progetto multimediale intitolato Three's Company The Drama, nel quale unisce video e arte, che è stato presentato al Sundance Film Festival del 2011. Ha collaborato, poi, con il regista di Milk Gus Van Sant per la realizzazione di Unfinished, un progetto che include due film Endless Idaho e My Own Private River. Il primo presenta materiale modificato, dietro le quinte e scene tagliate del film del 1991 Belli e dannati, mentre My Own Private River si concentra sulla vita di River Phoenix.

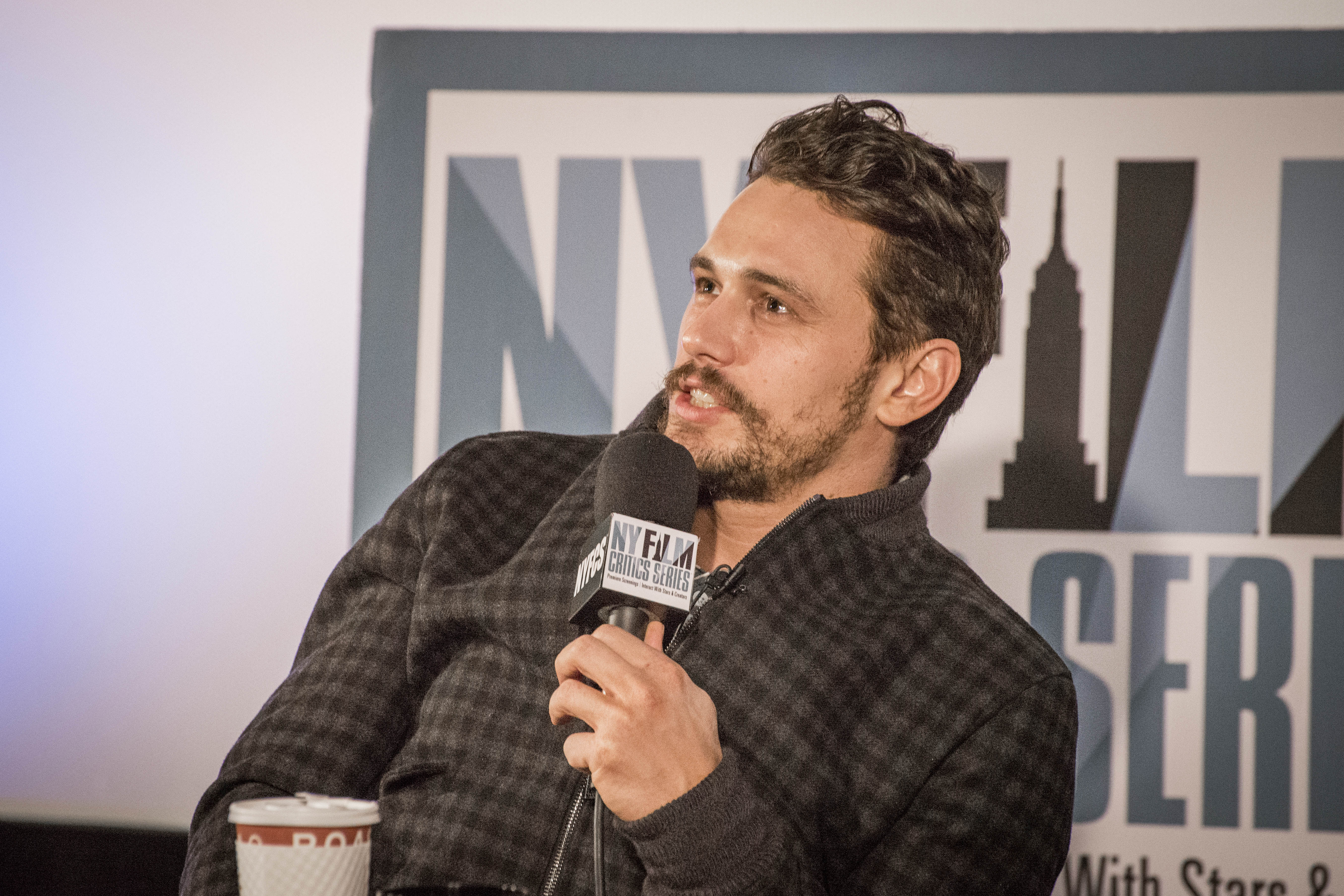
Franco alla première di Child of God a New York.

Si dedica anche alla pittura, passione che si è sviluppata quando frequentava la California State Summer School for the Arts, e i suoi quadri vengono esposti per la prima volta nella Glü Gallery di Los Angeles nel 2006. Nel 2011, lancia la sua prima esposizione europea al Peres Projects di Berlino.
Nel 2008, diventa testimonial di Gucci by Gucci, nuova fragranza del marchio Gucci e nell'anno seguente viene inserito nella classifica degli uomini più sexy viventi del sito Salon.com. Nel 2012 dirige il video di Blue, canzone del gruppo statunitense R.E.M.. Nel 2013 compare nel video di City of Angels, canzone dei Thirty Seconds to Mars. Nel 2014 pubblica una raccolta di poesie, Directing Herbert White, raccogliendo critiche abbastanza positive.
Nel 2016 ha aperto insieme all'amico Eliot Michaelson, professore al King's College di Londra, un canale YouTube di filosofia, chiamato Philosophy Time; lo stesso anno, inoltre, affianca Bryan Cranston nella commedia Proprio lui?, e nel 2017 realizza e interpreta The Disaster Artist, per la cui interpretazione si aggiudica il Golden Globe come miglior protagonista di una commedia. Nel 2019 arriva finalmente il momento di assistere a Zeroville, il film diretto da Franco, in attesa di una distribuzione dal 2014, anno della crisi della "Alchemy" che aveva in carico il film. Sarà la "myCinema online", a portare la commedia drammatica nelle sale americane il 20 settembre 2019.

## Vita privata

### Controversie legali
In piena era #MeToo, la reputazione di James Franco è stata travolta da accuse di molestie sessuali e frode nella scuola di recitazione Studio 4. Le parti si sono accordate per un patteggiamento da $ 2.235.000.

## Filmografia

### Attore

#### Cinema
- Mai stata baciata (Never Been Kissed), regia di Raja Gosnell (1999)
- Costi quel che costi (Whatever It Takes), regia di David Raynr (2000)
- If Tomorrow Comes, regia di Gerrit Steenhagen (2000)
- Some Body, regia di Henry Barrial (2001) – non accreditato
- Spider-Man, regia di Sam Raimi (2002)
- Deuces Wild - I guerrieri di New York (Deuces Wild), regia di Scott Kalvert (2002)
- Blind Spot, regia di Stephan Woloszczuk (2002)
- You Always Stalk the Ones You Love, regia di Mark Atienza (2002)
- Mother Ghost, regia di Rich Thorne (2002)
- Sonny, regia di Nicolas Cage (2002)
- Colpevole d'omicidio (City by the Sea), regia di Michael Caton-Jones (2002)
- The Company, regia di Robert Altman (2003)
- Spider-Man 2, regia di Sam Raimi (2004)
- The Ape, regia di James Franco (2005)
- The Great Raid - Un pugno di eroi (The Great Raid), regia di John Dahl (2005)
- Fool's Gold, regia di James Franco (2005)
- Tristano & Isotta (Tristan + Isolde), regia di Kevin Reynolds (2006)
- Annapolis, regia di Justin Lin (2006)
- Il prescelto (The Wicker Man), regia di Neil LaBute (2006) – cameo
- Giovani aquile (Flyboys), regia di Tony Bill (2006)
- The Dead Girl, regia di Karen Moncrieff (2006)
- L'amore non va in vacanza (The Holiday), regia di Nancy Meyers (2006) – se stesso, non accreditato
- An American Crime, regia di Tommy O'Haver (2007)
- Finishing the Game: The Search for a New Bruce Lee, regia di Justin Lin (2007)
- Molto incinta (Knocked Up), regia di Judd Apatow (2007) – non accreditato
- Spider-Man 3, regia di Sam Raimi (2007)
- Good Time Max, regia di James Franco (2007)
- Nella valle di Elah (In the Valley of Elah), regia di Paul Haggis (2007)
- Camille, regia di Gregory Mackenzie (2007)
- Strafumati (Pineapple Express), regia di David Gordon Green (2008)
- Come un uragano (Nights in Rodanthe), regia di George C. Wolfe (2008) – non accreditato
- Milk, regia di Gus Van Sant (2008)
- Urlo (Howl), regia di Rob Epstein e Jeffrey Friedman (2010)
- Notte folle a Manhattan (Date Night), regia di Shawn Levy (2010)
- William Vincent, regia di Jay Anania (2010)
- Mangia prega ama (Eat Pray Love), regia di Ryan Murphy (2010)
- Love & Distrust, regia di Eric Kmetz (2010)
- 127 ore (127 Hours), regia di Danny Boyle (2010)
- The Green Hornet, regia di Michel Gondry (2011) – non accreditato
- Sua Maestà (Your Highness), regia di David Gordon Green (2011)
- The Broken Tower, regia di James Franco (2011)
- L'alba del pianeta delle scimmie (Rise of the Planet of the Apes), regia di Rupert Wyatt (2011)
- Sal, regia di James Franco (2011)
- About Cherry, regia di Stephen Elliott (2012)
- Maladies, regia di John Carter (2012)
- The Letter, regia di Jay Anania (2012)
- The Iceman, regia di Ariel Vromen (2012)
- Tar, registi vari (2012)
- Spring Breakers - Una vacanza da sballo (Spring Breakers), regia di Harmony Korine (2013)
- Interior. Leather Bar., regia di James Franco (2013)
- Lovelace, regia di Robert Epstein e Jeffrey Friedman (2013)
- Il grande e potente Oz (Oz: The Great and Powerful), regia di Sam Raimi (2013)
- As I Lay Dying, regia di James Franco (2013)
- Facciamola finita (This Is the End), regia di Evan Goldberg e Seth Rogen (2013)
- Palo Alto, regia di Gia Coppola (2013)
- Child of God, regia di James Franco (2013)
- Third Person, regia di Paul Haggis (2013)
- Homefront, regia di Gary Fleder (2013)
- Veronica Mars - Il film (Veronica Mars), regia di Rob Thomas (2014)
- Apes Revolution - Il pianeta delle scimmie (Dawn of the Planet of the Apes), regia di Matt Reeves (2014) – immagini d'archivio
- Good People, regia di Henrik Ruben Genz (2014)
- The Sound and the Fury, regia di James Franco (2014)
- The Interview, regia di Evan Goldberg e Seth Rogen (2014)
- True Story, regia di Rupert Goold (2015)
- I Am Michael, regia di Justin Kelly (2015)
- Queen of the Desert, regia di Werner Herzog (2015)
- Cavalli selvaggi (Wild Horses), regia di Robert Duvall (2015)
- Bastardi insensibili (The Heyday of the Insensitive Bastards), registi vari (2015)
- Ritorno alla vita (Every Thing Will Be Fine), regia di Wim Wenders (2015)
- Memoria, regia di Vladimir de Fontenay e Nina Ljeti (2015)
- Sballati per le feste! (The Night Before), regia di Jonathan Levine (2015)
- Le verità sospese (The Adderall Diaries), regia di Pamela Romanowsky (2015)
- Goat, regia di Andrew Neel (2016)
- King Cobra, regia di Justin Kelly (2016)
- Proprio lui? (Why Him?), regia di John Hamburg (2016)
- In Dubious Battle - Il coraggio degli ultimi (In Dubious Battle), regia di James Franco (2016)
- Bastardi insensibili (The heyday of the insensitive bastards), regia di Mark Columbus e Lauren Hoekstra (2017)
- The Disaster Artist, regia di James Franco (2017)
- Alien: Covenant, regia di Ridley Scott (2017)
- Don't Come Back from the Moon, regia di Bruce Thierry Cheung (2017)
- The Institute, regia di Pamela Romanowsky e di James Franco (2017)
- The Vault, regia di Dan Bush (2017)
- The Long Home, regia di James Franco (2017)
- Future World, regia di James Franco e Bruce Thierry Cheung (2018)
- Kin, regia di Jonathan e Josh Baker (2018)
- La ballata di Buster Scruggs (The Ballad of Buster Scruggs), regia di Joel ed Ethan Coen (2018)
- Zeroville, regia di James Franco (2019)
- Hey Joe, regia di Claudio Giovannesi (2024)
- Largo Winch - Il prezzo del denaro (Largo Winch: Le prix de l'argent), regia di Olivier Masset-Depasse (2024)

#### Televisione
- Pacific Blue – serie TV, episodio 3x08 (1997)
- To Serve and Protect, regia di Jean de Segonzac – film TV (1999)
- Profiler - Intuizioni mortali (Profiler) – serie TV, episodio 3x17 (1999)
- Freaks and Geeks – serie TV, 18 episodi (1999-2000)
- At Any Cost, regia di Charles Winkler – film TV (2000)
- X-Files (The X-Files) – serie TV, episodio 8x08 (2001)
- James Dean - La storia vera (James Dean), regia di Mark Rydell – film TV (2001)
- 30 Rock – serie TV, episodio 4x09 (2009)
- General Hospital – serial TV, 53 puntate (2009-2012)
- Hollywood Heights - Vita da popstar (Hollywood Heights) – serial TV, 6 puntate (2012)
- The Mindy Project – serie TV, episodi 2x01-2x02 (2013)
- Deadbeat – serie TV, episodio 2x11 (2015)
- Angie Tribeca – serie TV, 6 episodi (2016)
- 22.11.63 (11.22.63) – miniserie TV, 8 episodi (2016)
- Nel letto del nemico (Mother, May I Sleep with Danger?), regia di Melanie Aitkenhead – film TV (2016)
- Passione pericolosa (High School Lover), regia di Jerell Rosales – film TV (2017)
- The Deuce - La via del porno (The Deuce) – serie TV, 25 episodi (2017-2019)

#### Cortometraggi
- Mean People Suck, regia di Matthew Cole Weiss (2001)
- The Car Kid, regia di Tricia Brock (2002)
- Grasshopper, regia di Eric Kmetz (2006)
- Masculinity & Me, regia di James Franco e Russell Sheaffer (2010)
- Rebel, regia di James Franco, Douglas Gordon e Harmony Korine (2011)

### Doppiatore
- Interview, regia di Steve Buscemi (2007)
- Il piccolo principe (The Little Prince), regia di Mark Osborne (2015)
- Sausage Party - Vita segreta di una salsiccia (Sausage Party), regia di Greg Tiernan e Conrad Vernon (2016)
- Arctic - Un'avventura glaciale (Arctic Dogs), regia di Aaron Woodley (2019)

### Regista

#### Cinema
- Fool's Gold (2005)
- The Ape (2005)
- Good Time Max (2007)
- 42 One Dream Rush – cortometraggio (2009)
- The Feast of Stephen – cortometraggio (2009)
- Herbert White – cortometraggio (2010)
- Saturday Night – documentario (2010)
- The Clerk's Tale – cortometraggio (2010)
- Masculinity & Me – cortometraggio (2010)
- Rebel (segmento Brad Forever) – cortometraggio (2011)
- The Broken Tower (2011)
- Sal (2011)
- Francophrenia (Or Don't Kill Me, I Know Where the Baby Is) – documentario (2012)
- Dream – cortometraggio (2012)
- My Own Private River  – documentario (2012)
- Venice 70: Future Reloaded  – documentario (2013)
- Interior. Leather Bar. (2013), co-regia di Travis Mathews
- As I Lay Dying (2013)
- Child of God (2013)
- The Sound and the Fury (2014)
- Gucci Sunglasses  – cortometraggio (2014)
- Making a Scene with James Franco TV series – cortometraggio (2014)
- Metamorphosis: Junior Year – cortometraggio (2015)
- In Dubious Battle - Il coraggio degli ultimi (In Dubious Battle) (2016)
- The Disaster Artist (2017)
- The Long Home (2018)
- Future World, co-diretto con Bruce Thierry Cheung (2018)
- Pretenders (The Pretenders) (2018)
- Zeroville (2019)

#### Televisione
- 22.11.63 (11.22.63) – miniserie TV, episodio 1x05 (2016)
- The Deuce - La via del porno – serie TV, 4 episodi (2017-2019)

#### Videoclip
- R.E.M. - Blue (2012)

### Sceneggiatore
- Fool's Gold (2005)
- The Ape (2005)
- Good Time Max (2007)
- The Feast of Stephen – cortometraggio (2009)
- Herbert White – cortometraggio (2010)
- The Clerk's Tale – cortometraggio (2010)
- Masculinity & Me – cortometraggio (2010)
- The Broken Tower (2011)
- Rebel (segmento Brad Forever) – cortometraggio (2011)
- Sal (2011)
- As I Lay Dying (2013)
- Child of God (2013)

### Produttore
- Kink – documentario (2013)

## Riconoscimenti
- Premio Oscar
  - 2011 – Candidatura al migliore attore per 127 ore

- Golden Globe
  - 2002 – Migliore attore in una miniserie o film televisivo per James Dean - La storia vera
  - 2009 – Candidatura al migliore attore in un film commedia o musicale per Strafumati
  - 2011 – Candidatura al migliore attore in un film drammatico per 127 ore
  - 2018 – Migliore attore in un film commedia o musicale per The Disaster Artist

- Premi BAFTA
  - 2011 – Candidatura al migliore attore per 127 ore

- Premio Emmy
  - 2002 – Migliore attore in una miniserie o film televisivo per James Dean - La storia vera

- Screen Actors Guild Award
  - 2002 – Candidatura al migliore attore in una miniserie o film televisivo per James Dean - La storia vera
  - 2008 – Candidatura al miglior cast per Milk
  - 2011 – Candidatura al migliore attore per 127 ore

## Doppiatori italiani
Nelle versioni in italiano delle opere in cui ha recitato, James Franco è stato doppiato da:
- Massimiliano Manfredi in James Dean - La storia vera, Spider-Man, Spider-Man 2, Molto incinta, Spider-Man 3, Milk, Mangia prega ama, 127 ore, Sua Maestà, The Iceman, Hollywood Heights - Vita da popstar, Lovelace, Il grande e potente Oz, Facciamola finita, The Interview, Sballati per le feste!, Zalando (spot), Goat, Proprio lui?, Angie Tribeca, The Deuce - La via del porno, La ballata di Buster Scruggs, Zeroville
- Gianfranco Miranda in The Company, The Green Hornet, Veronica Mars - Il film, Deadbeat, Ritorno alla vita
- David Chevalier in The Dead Girl, L'alba del pianeta delle scimmie, Third Person, Apes Revolution - Il pianeta delle scimmie
- Riccardo Rossi in Colpevole d'omicidio, Strafumati, In Dubious Battle - Il coraggio degli ultimi
- Emiliano Coltorti in Annapolis, Come un uragano, True Story
- Simone D'Andrea in Giovani aquile, Spring Breakers - Una vacanza da sballo, Cavalli selvaggi
- Marco Vivio in Camille, Maladies, 22.11.63
- Daniele Raffaeli in About Cherry, Le verità sospese
- Sacha Pilara in Palo Alto, Alien: Covenant
- Lorenzo Scattorin in At Any Cost
- Leonardo Graziano in Deuces Wild - I guerrieri di New York
- Massimiliano Alto in Sonny
- Francesco Bulckaen in The Great Raid - Un pugno di eroi
- Francesco Pezzulli in Tristano & Isotta
- Davide Marzi in L'amore non va in vacanza
- Alessandro Quarta in Nella valle di Elah
- Alessandro Tiberi in Urlo
- Adriano Giannini in Notte folle a Manhattan
- Stefano Crescentini in Tar
- Roberto Gammino in Homefront
- Danny Francucci in Good People
- Federico Zanandrea in Queen of the Desert
- Gabriele Sabatini in The Disaster Artist
- Luca Ciarciaglini in The Vault
- Massimo Triggiani in Future World
- Christian Iansante in Kin
- Andrea Lavagnino in Largo Winch - Il prezzo del denaro

Da doppiatore è sostituito da:
- Stefano Accorsi ne Il piccolo principe
- Paolo Vivio in Sausage Party - Vita segreta di una salsiccia
- Vinicio Marchioni in Arctic - Un'avventura glaciale